# اصل انسان‌نگر
اصل انسان‌نگر یا اصل انسانی (به انگلیسی: Anthropic principle) گروهی از اصول است که سعی در مشخص کردن این دارند که چقدر مشاهدات ما از جهان از نظر آماری محتمل هستند؛ با توجه به این نکته که ما تنها می توانستیم در یک نوع خاص از جهان وجود داشته باشیم. به عبارت دیگر اگر قوانین جهان با پیدایش حیات سازگار نبود، اصلا امکان مشاهده علمی جهان امکانپذیر نبود. موافقین اصل انسان‌نگر ادعا می‌کنند که این اصل سن داشتن جهان و ثابتهای بنیادی فیزیکی ضروری برای پیدایش حیات خودآگاه را توضیح می‌دهد؛ زیرا اگر به گونه دیگری بود، ما اصلا وجود نداشتیم که مشاهده‌ انجام دهیم. استدلال انسان‌نگری اغلب برای بحث در مورد این موضوع استفاده می‌شود که ما در جهانی تنظیم‌شده زندگی می‌کنیم.
فرمول‌بندی‌های مختلفی از اصل انسان‌نگر موجود است. نیک باستروم ۳۰ فرمول‌بندی مختلف را برمی‌شمارد اما می‌توان آنها را بسته به نوع ادعاهای کیهان‌شناسی که مطرح می‌کنند، به قوی و ضعیف دسته‌بندی کرد. اصل انسان نگر ضعیف (WAP) مانند اصلی که توسط براندون کارتر تعریف شده، بیان می‌کند که جهان تنظیم‌شده ظاهری حاصل سوگیری گزینش است (به ویژه سوگیری بازماندگی). بیشتر این دیدگاهها از چندجهانی به عنوان جامعه آماری برای انتخاب کردن، بهره می‌برند. اصل انسان‌نگر قوی (SAP) که توسط جان دی بارو و فرانک تیپلر پیشنهاد شد؛ بیان می‌کند که جهان به نوعی محکوم به این بوده‌است که سرانجام خودآگاهی و حیات ساپین از درون آن ظهور کند.